# Harald Hjärne
Harald Gabriel Hjärne, född 2 maj 1848 i Kyrketorps församling, Skaraborgs län, död 6 januari 1922 i Uppsala församling, var en svensk historiker, politiker, samt ledamot av Svenska akademien. Han var gift med Eva Maria Rezelius, far till professor Erland Hjärne, och är begravd på Gamla kyrkogården i Uppsala.

## Biografi
Hjärne var son till postmästaren Harald Hjärne och Ida Richert. Efter studentexamen 1865, som en i den första kullen studenter vid det nya läroverket i Umeå, blev han hösten 1865 inskriven vid Uppsala universitet, där han 1871 blev filosofie kandidat och 1872 promoverades till filosofie doktor med första hedersrummet (primus) på avhandlingen Om den fornsvenska nämnden enligt Götalagarne.
År 1872 blev han även docent i historia. Under det därpå följande årtiondet företog han på egen bekostnad, som stipendiat och med särskilt statsanslag vetenskapliga resor bland annat till Danmark (1879) och Ryssland (1880, 1883) samt till Tyskland, Österrike och Italien (1881–1882). Från september 1882 till och med januari 1885 förestod Hjärne extra ordinarie professuren i historia vid Uppsala universitet samt utnämndes 1885 till extra ordinarie professor och 1889, efter Hammarstrand, till professor i nyss nämnda ämne. Vid jubelfesten i Uppsala 1893 kreerades han till juris hedersdoktor, och till teologie hedersdoktor där 1911.
Hjärne blev ledamot av Kungliga Samfundet för utgivande av handskrifter rörande Skandinaviens historia 1880, 1889 av Humanistiska vetenskapssamfundet i Uppsala, 1899 av Vitterhets-, historie- och antikvitetsakademien, 1901 av Vetenskapssocieteten i Uppsala och Kungliga Vetenskaps- och Vitterhetssamhället i Göteborg, 1903 av Svenska Akademien (efter Carl Snoilsky) och 1905 av Vetenskapsakademien samt var dessutom ledamot av flera utländska akademier och lärda samfund. Som ordförande i Historiska föreningen i Uppsala (sedan 1884), skapare av det historiska seminariet samt nitisk arbetare för och vid de 1893 första gången anordnade så kallade sommarkurserna verkade han, utom på ämbetets vägnar och som historisk författare, för sin vetenskap. Genom sitt eget varma intresse för vetenskapen och genom sin sällsporda förmåga att väcka andras bidrog han också till ökat intresse för de historiska studierna i Uppsala.
I den politiska diskussionen gjorde Hjärne i tal och skrift uppmärksammade inlägg, särskilt rörande rösträtts-, försvars- och unionsfrågorna. Han representerade vid riksdagen 1902–1908 Uppsala stad i andra kammaren, vilken vid första och andra urtima riksdagen 1905 valde honom till ledamot av särskilda utskottet för norska frågans behandling. Under 1890-talet propagerade Hjärne för allmän rösträtt för de som fullföljt en ettårig värnplikt samt var flera gånger de liberalas riksdagsmannakandidat; invald i Andra kammaren blev han en ledande röst för De moderata reformvännernas grupp som 1906 gick upp i Nationella framstegspartiet. I fråga om kvinnors politiska rösträtt var dock Hjärne motståndare och argumenterade mot densamma från sin plats i Första kammaren 1918. I norska frågan uppträdde Hjärne 1895 kraftigt mot den så kallade unionsrevisionismen, och 1905 var han den förste, som – redan före unionsbrottet – offentligen framhöll de norska gränsfästningarnas slopande som ett oeftergivligt villkor för Sveriges samtycke till en unionsupplösning.
I den svenska nationalismdebatten strax efter sekelskiftet 1900 företrädde Hjärne en stockholmsbaserad anglofil liberal nationalism, i motsats till den av Rudolf Kjellén företrädda göteborgsbaserade germanskt konservativa nationalismen. Bland Hjärnes studenter märks bland andra sedermera borgarrådet Yngve Larsson och historikern Olof Palme.